# Стобийска епископска базилика
Стобийската епископска базилика (на македонска литературна норма: Стобиска епископска базилика) е археологически обект в античния македонски град Стоби, Република Македония.

## История
Базиликата е разположена запано от театъра и като катедрален храм на Стобийската епархия е най-значимият християнски обект в града. Първите ѝ проучвания са направени в 1918 година, последвани от разкопки в 1924 – 1925, 1927, 1934, 1970 – 1978, 1980–те и в 1990-те години на XX век.
В изграждането ѝ има два ясно обособени периода. Първият – така наречената Стара базилика, е от първата половина или средата на IV век. Възможно е да е дело на епископ Вудий (Будий), чието име е засвидетелствано като участник в Първия Вселенски събор в 325 година. В архитектурно отношение представлява трикорабен храм, като трите кораба са разделени с колонади. Във втората половина на IV век храмът е разширен на изток и са обновени северната и южната стена. На пода има три зони с мозайки с геометрични мотиви, като в едно поле е запазен надпис, открит в 1983 г., който казва, че обновителят е епископ Евстатий. На северната и южната стена са запазени уникални стенописи от IV век с геометрични мотиви и животински изображения.
През първата половина на V век е изградена нова монументална епископска Базилика. От един надпис, който е стоял над входа в наоса, се разбира, че това е станало при епископ Филип. Старата църква не е изцяло разрушена, а са издигнати високи основи и вътрешното пространство е засипано. Така новата църква е на 4 m над старата и доминира над околността. Сградата е на два етажа. В градежа са употребени колони и седалки от съседния театър.
От Via Sacra се влиза в атриума, откъдето се влиза в нартекса, разделен на три с две двойки колони. Подът е мозайка с геометрични мотиви и изображения на животни. На стените е имало стенописи с изображения на светци. От нартекса се влиза в наоа и в страничните помещения на север и юг. На юг по сълба се стига до кръщелнята (баптистерия). Централният кораб е отделен от страничните с колонади. Колоните са на стилобат от театрални седалки и имат красиви капители. Подът е от мраморни плочи и мозайки. На изток е амвонът и олтарът. Мраморните олтарни плочи от преградата са с релефно издялани кръстове. Апсидата е двойна, като отвътре е крипта, а на външната стена имало прозорез с масивни изписани и позлатени капители. Стените на южния и северния кораб са били изписани със стенописи. Южният кораб е обновяван и има два мозаечни слоя един над друг. В по-стария слой е вкопана зидана гробница, вероятно епископска. Южната стена е удвоена и в нея, до кръщелнята, има още една гробница.
Кръщелнята е южно от базиликата и северната ѝ стена е залепена за южната на храма. Тя има четирилистна форма вписана в квадрат и е била покрита с купол. В средата има басейн със стълби от двете страни. Басейнът е бил покрит с балдахин, подпрян на мраморни столчета. Подът е украсен с мозайки с пауни, елени и кантароси, като илюстрация на Псалм 42. Стените са били украсени със стенописи на светци. От началото на VI век кръщаването е ставало не в басейна, а в голям мраморен кантарос.
Под отломките на стените на базиликата е намерена монета от 569 – 70 година – вероятно тогава някъде храмът, заедно с града е бил разрушен.